# شخورة
الشخورة أو الشيم الشاخر (الاسم العلمي: Caranx rhonchus) (بالإنجليزية: False scad)‏ هو نوع من الأسماك يتبع جنس الشيم من فصيلة الشيميات.